# マリーベル (上原きみ子の漫画)
『マリーベル』は、上原きみ子による日本の漫画である。1978年から1980年にかけて、小学館の少女漫画雑誌『少女コミック』に連載された。単行本は全12巻（フラワーコミックス）。後に講談社より講談社漫画文庫として文庫版が全6巻で刊行された。
18世紀後半のフランスを舞台に、フランス人の少女・マリーベルがフランス革命という激動の時代の波に翻弄されながらも、生き別れの兄を探しながら舞台女優として生きてゆく姿を描いた演劇・歴史漫画である。

## 作品解説
『ロリィの青春』、『炎のロマンス』に続く、上原きみ子の代表作。フランス革命期のフランスを舞台に、主人公の少女マリーベルが様々な人たちとの出会いの中で演劇の道を歩んでいく姿を描いた作品。実在した歴史上の人物も登場し、マリーベルが探すこととなる生き別れの兄・アントワーヌはフランス革命に参加したルイ・アントワーヌ・ド・サン＝ジュストであり、彼女はその妹という設定である。
執筆のきっかけは当時の『少女コミック』編集長から上原がフランス革命を背景にした歴史小説『紅はこべ』を薦められたことに始まる。上原がそれを数時間で読み終えると『少コミ』編集長は「次はこれでいこう!」と言い、当時『マーガレット』で連載中の『ベルサイユのばら』のファンであった上原は『ベルばら』と同じ時代を舞台とした作品を書けることに感激して二つ返事で編集長の提案を快諾、連載が決まった。

## 書誌情報
小学館 フラワーコミックス 全12巻
- 第01巻 1979年09月20日
- 第02巻 1979年09月20日
- 第03巻 1979年11月20日
- 第04巻 1979年12月20日
- 第05巻 1980年02月20日
- 第06巻 1980年04月20日
- 第07巻 1980年07月20日
- 第08巻 1980年08月20日
- 第09巻 1980年09月20日
- 第10巻 1980年10月20日
- 第11巻 1980年11月20日
- 第12巻 1981年01月20日

講談社 講談社漫画文庫 全6巻
- 第1巻 2000年12月 ISBN 4062608588
- 第2巻 2000年12月 ISBN 4062608596
- 第3巻 2001年01月 ISBN 4062608928 （巻末解説：小松江里子）
- 第4巻 2001年01月 ISBN 4062608936
- 第5巻 2001年02月 ISBN 4062609193 （巻末解説：武内直子）
- 第6巻 2001年02月 ISBN 4062609207 （巻末インタビュー・上原きみ子）